# Altes Schloss (Bad Berka)
Das Alte Schloss ist eine abgegangene Höhenburg an der Ilm in der Stadt Bad Berka im Landkreis Weimarer Land in Thüringen.
Die Burgstelle befindet sich nördlich der Altstadt auf dem Bergsporn Schlossberg in einer Flussschleife der Ilm.

## Geschichte

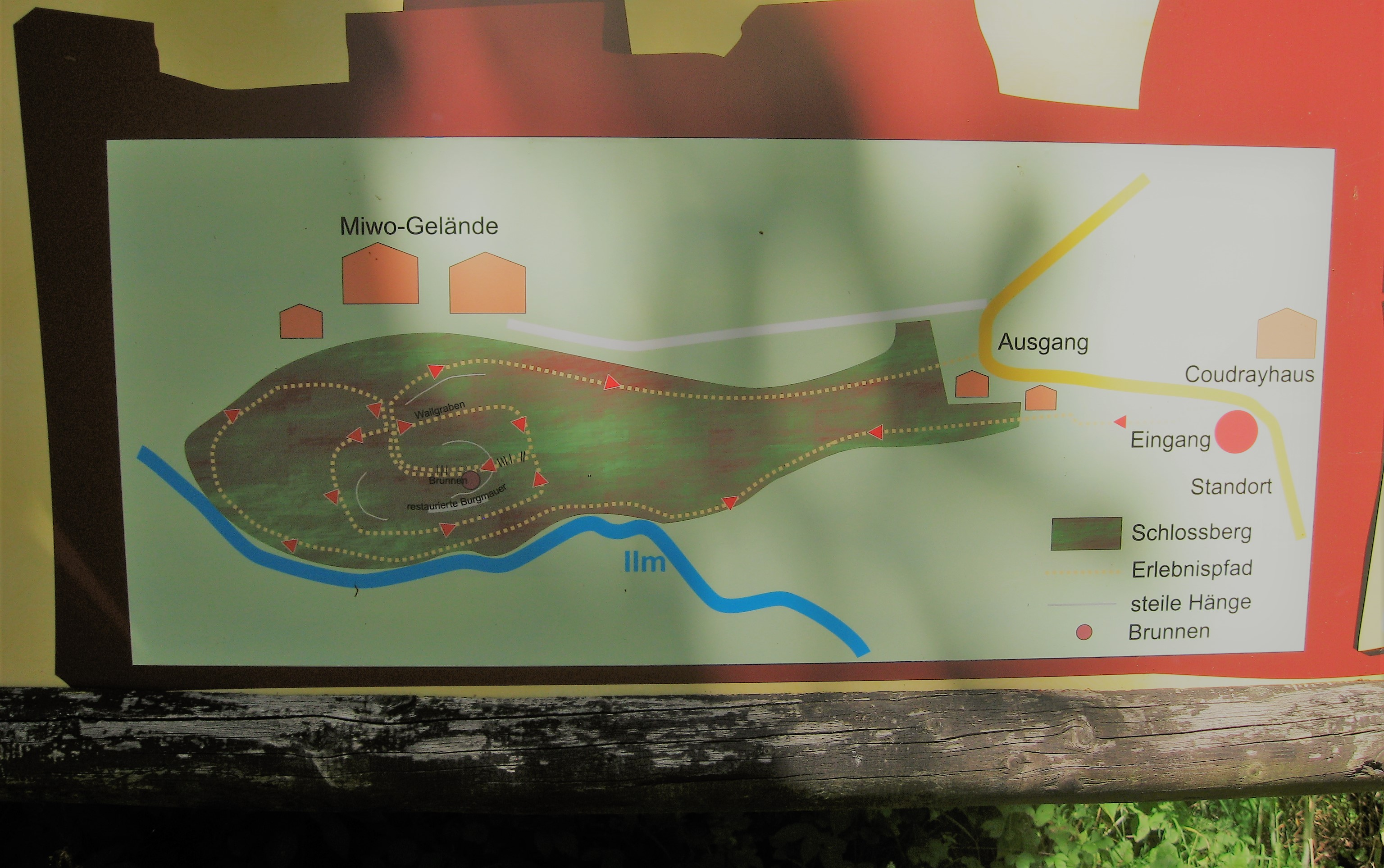
Schlossberg-Erlebnispfad

Die Burg wurde um 1280 von Graf Hermann von Mansfeld-Osterfeld angelegt und ersetzte die einige Jahre zuvor zerstörte Wasserburg „Edelhof“ (1248 als Sitz der Berkaer Grafen belegt) der Grafen von Berka in der Innenstadt. 1272 erlosch die Familie der Grafen von Berka. 1422 kauften die Herren von Witzleben die Höhenburg und die Herrschaft über Bad Berka und nahmen hier ihren Sitz. 1604 und 1608 verkauften die drei Erbbrüder von Witzleben ihren Besitz in Berka mit der Burg an die Herzöge von Sachsen-Weimar; in dieser Zeit setzte auch der Verfall der Anlage ein, die schon 1633 als „wüst“ bezeichnet wurde. Beim Bau des Zeughauses in Bad Berka in den 1730er-Jahren fanden Steine der ehemaligen Höhenburg ebenso Verwendung wie zum Bau einer Mühle in Hetschburg. Im 19. und frühen 20. Jahrhundert war das Gelände für Kurgäste als Wandergebiet erschlossen. 1993 wurden diese Wege wiederhergestellt.
Erhalten sind im Areal der Kernburg einige wenige Mauerreste (u. a. ein längeres Stück Außenmauer mit einem verkleideten (internen) Abortschacht), ein Brunnen und der gewaltige Burggraben um Kernburg und das etwas tiefer liegende Vorburgareal. Die Größe des Burgareals und die gewaltigen Gräben zeugen noch heute von der Bedeutung dieser einstigen Burg als hochherrschaftliche Grafenburg.
Der nachfolgende Text in Doppelklammern beschreibt vermutlich die Befundlage der ehemaligen Wasserburg Edelhof in Bad Berka:
((1905 fand man die Grundmauern des Burgturms mit einer Mauerstärke von sechs Metern. Oberirdisch ist nichts mehr erhalten.))
Neuer Nachtrag zur Geschichte der Wasserburg „Edelhof“: 1248 als Sitz der Berkaer Grafen belegt.
Nach der erfolgreichen Belagerung der Wasserburg Edelhof im Jahre 1277 durch Landgraf Albrecht, wurde die Wasserburg aufgegeben und als Ersatz danach die neue Höhenburg, die heute als „Altes Schloss“ (Bad Berka) bekannte Anlage errichtet. Die Grafschaft Berka war ab 1272 nicht mehr alleiniger Besitz der Grafen von Berka.
1275 war die Herrschaft dann ganz in Besitz von Graf Hermann von Mansfeld-Osterfeld.